# Areimeh
Areimeh hoặc Uraymah (tiếng Ả Rập: العريمة) là một ngôi làng Syria nằm ở huyện Tartus, Tartus. Theo Cục Thống kê Trung ương Syria (CBS), Areimeh có dân số 507 người trong cuộc điều tra dân số năm 2004.
Ngôi làng có một Crusader lâu đài  tại 34°44′39″B 36°2′33″Đ / 34,74417°B 36,0425°Đ.